# 蘇秉哲
蘇秉哲（：／ So Byeong-cheol，1958年2月15日—），大韓民國自由派政治人物，第21屆國會議員。